# Бони Райт
 Тази статия е за американската музикантка.  За актрисата вижте Бони Райт (актриса).  
Бони Лин Райт (на английски: Bonnie Lynn Raitt) е американска поп, блус, кънтри, фолк рок изпълнителка (певица, китаристка, пианистка) и авторка на песни.

## Биография
Родена е на 8 ноември 1949 година в Бърбанк, Калифорния. През 1967 г. се записва да следва „Обществени отношения“ и „Африканистика“ в колежа „Радклиф“ в Кеймбридж (Масачузетс), днес част от Харвардския университет.
Започва музикалната си кариера в началото на 1970-те години и през следващите няколко години пуска поредица добре приети албуми, съчетаващи елементи на блус, рок, фолк и кънтри. По-широка известност получава през 1990-те години, когато се насочва към по-комерсиална поп музика.
Към 2013 година е получила 10 пъти награди „Грами“.

## Дискография
- Bonnie Raitt (1971)
- Give It Up (1972)
- Takin' My Time (1973)
- Streetlights (1974)
- Home Plate (1975)
- Sweet Forgiveness (1977)
- The Glow (1979)
- Green Light (1982)
- Nine Lives (1986)
- Nick of Time (1989)
- Luck of the Draw (1991)
- Longing in Their Hearts (1994)
- Fundamental (1998)
- Silver Lining (2002)
- Souls Alike (2005)
- Slipstream (2012)
- Dig In Deep (2016)
- Just Like That... (2022)[2]

## За нея
- Bego, Mark. Bonnie Raitt: Just in the Nick of Time.   Rowman & Littlefield, 1995. ISBN 978-1-5597-2315-2.
- Schmidt, Eric Von, Rooney, Jim. Baby, Let Me Follow You Down: The Illustrated Story of the Cambridge Folk Years. 2nd.   University of Massachusetts Press, 1979. ISBN 0-87023-925-2.